# Cambieure
Cambieure es una comuna francesa situada en el departamento de Aude, en la región de Occitania.
Tiene una población estimada, en 2020, de 313 habitantes.